# Rhopalorhynchus filipes
Rhopalorhynchus filipes is een zeespin uit de familie Colossendeidae. De soort behoort tot het geslacht Rhopalorhynchus. Rhopalorhynchus filipes werd in 1991 voor het eerst wetenschappelijk beschreven door Stock. 